# La balandra Isabel llegó esta tarde
La balandra Isabel llegó esta tarde es una película en blanco y negro coproducción de Argentina y Venezuela dirigida por Carlos Hugo Christensen sobre su propio guion escrito en colaboración con Aquiles Nazoa según el cuento homónimo de Guillermo Meneses, que se estrenó el 3 de agosto de 1950. Tuvo como protagonistas a Arturo de Córdova, Virginia Luque, Juana Sujo y Juan Corona.
Por este filme José María Beltrán Ausejo recibió el premio a la mejor fotografía en el Festival de Cannes de 1951.En 2016 la película fue votada como una de las mejores 50 películas del cine venezolano en una encuesta hecha por la Cinemateca Nacional. También forma parte de una de las 15 películas consideradas patrimonio cinematográfico de Venezuela por la UNESCO, e incluida en el Programa Memoria del Mundo.

## Sinopsis
La pasión de un marino por una prostituta que trata de retenerlo con maleficios y conjuros.

## Reparto
Intervinieron en el filme los siguientes intérpretes:
- Arturo de Córdova como Segundo Mendoza.
- Virginia Luque como Esperanza Crespo.
- Juana Sujo como Maria La Loca.
- Juan Corona
- Tomás Henríquez como El Brujo Bocu.
- América Barrios como Isabel De Mendoza.
- Néstor Zavarce como Juan Mendoza.
- Luis Galíndes
- Máximo Girales
- Pura Vargas
- María Gámez
- José Luis Zarzalejo
- Paul Antillano como Martinote El Diablo.

## Producción
La película fue rodada en Venezuela, en 1949.

## Recepción crítica
El Heraldo del Cinematografista dijo:

«Muy buena pintura del ambiente portuario tropical, certera descripción de tipos y experta realización destacan en este drama sobre atracciones sexuales.»

A su vez el semanario Marcha de Montevideo opinó:

«Abunda en sensualidad, en borrachera y en calor tropical… Siempre es satisfactorio que algún director argentino se ocupe de la intensidad del film. Es lamentable, en cambio que se deje ganar por su propio virtuosismo y por su buena memoria del cine francés que vio.»

Manrupe y Portela escriben:

«El punto más alto de la avanzada argentina en Venezuela, con Christiansen poniendo toda su sensualidad y pasiones en un marco indoamericano. Poco vista en el país, una obra que merecería ser revisada.»

## Premios
Por este filme José María Beltrán Ausejo recibió el premio a la mejor fotografía en el Festival de Cannes de 1951.